# Wydad Athletic Club (escrime)
Pour les articles homonymes, voir Wydad Athletic Club.
Le Wydad Athletic Club est un club sportif professionnel marocain omnisports fondé le 8 mai 1937, basé à Casablanca et à portée nationale et internationale. Sa section d'escrime a été créée le 8 mai 1950, sous l'impulsion de Mohamed Benjelloun Touimi, président-fondateur du club et membre à vie du Comité international olympique (CIO).
Vainqueur de nombreux titres nationaux et internationaux, dont les sacres du Championnat du Maroc et de la Coupe du Trône.

## Histoire
La création du WAC fut très difficile. En effet, le contexte était marqué par le protectorat français en Empire chérifien. L'origine de sa création est synonyme à celle du Mouvement national marocain, dans un cadre sportif, club omnisports, car durant cette époque le port de Casablanca était entouré de plusieurs piscines et pour y accéder il fallait faire partie d'un club mais les clubs étaient tous dirigés par des colons. Pour L'ODJ Maroc, « l'histoire du Wydad est une partie intégrante de l’histoire de la résistance contre les colons français. Depuis sa création en 1937, le club s’est érigé en véritable symbole de nationalisme et de résistance. »
À partir de la saison 1935-1936, plusieurs marocains purent y profiter des piscines de la ville en s'inscrivant dans ses clubs. Mais le nombre de marocains augmenta rapidement ce qui a inquiété les autorités françaises qui renvoient les « indigènes » des clubs. C'est après cet événement qu'est venue l'idée de créer un club cent pour cent marocain. Mais ce ne fut pas très facile car après plusieurs demandes pour la création du club, demandes qui furent chaque fois sans réponse, les benjellouns (les futurs présidents du club) décidèrent de contacter directement s.a.e. le sultan sidi Mohammed ben Youssef et c'est là qu'il intervint personnellement pour autoriser la création du nouveau club indigène. Ainsi fut créé le Wydad Athletic Club le 8 mai 1937,.
L'origine du nom est venue lors de la toute 1re réunion du premier comité du club lorsque feu Mohamed Massiss, alors membre du comité, est arrivé en retard car il regardait le dernier film arabe de l'Astre d'Orient, film intitulé : WYDAD (signifiant « Amour » en arabe). La première section du WAC fut celle de natation et la première équipe celle de water-polo. La 2e section du WAC fut celle de basketball, créée en 1938, la 3e est celle de football, créé en 1939... etc.
Créé le 8 mai 1950, sous l'impulsion de feu haj Mohamed Benjelloun Touimi, président-fondateur du club et membre à vie du Comité international olympique. Pour son début, le WAC avait participé au Championnat du Maroc d'Escrime avant de se disparaître jusqu'à 1971 où feu haj Semlali, alors président du comité général du club omnisports, a décidé de relancer la section encore une fois à vie.

## Palmarès
Équipe
- Championnat du Maroc :
  - Champion du Maroc (Catégorie Epée) en 1976-1977.
  - Champion du Maroc (Seniors filles) en 2021-2022.
  - Champion du Maroc (Toutes les catégories) en 2022-2023.
  - Champion du Maroc (Toutes les catégories) en 2023-2024.

- Coupe du Trône :
  - Vainqueur de la Coupe du Trône (Seniors garçons) en 2017-2018.
  - Vainqueur de la Coupe du Trône (Seniors garçons) en 2018-2019.
  - Vainqueur de la Coupe du Trône (Toutes les catégories) en 2023-2024.

Individuel
- Championnat du Maroc :
  - Champion du Maroc (1re série Epée) en 1976-1977, lors de la finale jouée au complexe sportif d'honneur, grâce à son athlète Omar Sfiny.
  - Champion du Maroc (1re série Sabre) en 1976-1977, lors de la finale jouée au complexe sportif d'honneur, grâce à son athlète Mohamed Nahy.
  - Champion du Maroc (2e série Flemet) en 1976-1977, lors de la finale jouée au complexe sportif d'honneur, grâce à son athlète Najat Missaoui.
  - Champion du Maroc (3e série Flemet) en 1976-1977, lors de la finale jouée au complexe sportif d'honneur, grâce à son athlète Najat Missaoui.
  - Champion du Maroc (3e série Fleuret) en 1976-1977, lors de la finale jouée au complexe sportif d'honneur, grâce à son athlète Lahcen Nabad.
  - Champion du Maroc (Junior Fleuret) en 1976-1977, lors de la finale jouée au complexe sportif d'honneur, grâce à son athlète Abderrahim Maftouh.
  - Champion du Maroc (Minime Fleuret) en 1976-1977, lors de la finale jouée au complexe sportif d'honneur, grâce à son athlète Abderrahim Naïmi.
  - Champion du Maroc (Catégorie Duel) en 2012, le 30 septembre, lors de la finale jouée au complexe sportif du WAC, grâce à son athlète Nabil Ryad.
  - Champion du Maroc (Catégorie Sabre) en 2023, le 7 mai, lors de la finale jouée au complexe sportif du WAC, grâce à son athlète Ali Maftouh face a Amine Khayali (athlète d'équipe de Ittihad Zerktouni), 15-11.
  - Champion du Maroc (Catégorie Epée) en 2023, le 7 mai, lors de la finale jouée au complexe sportif du WAC, grâce à son athlète Ahmed Akkad qui a battu l'autre athlète du WAC Nabil Ryad, 15-13.
  - Champion du Maroc (Catégorie Duel) en 2023, le 7 mai, lors de la finale jouée au complexe sportif du WAC, grâce à son athlète Peter Josnevy après avoir battu l'autre athlète du WAC (équipe d'espoir) Mouad, 15-10.

- Coupe du Trône : 
  - Vainqueur de la Coupe du Trône (Catégorie Duel) en 2021, le 15 juillet, lors de la finale jouée au complexe sportif du WAC, grâce à ses athlètes Nabil Ryad (1re équipe) et Amine Falah (2e équipe); Score final : 15 à 10, en faveur de Nabil Ryad.
  - Vainqueur de la Coupe du Trône (Catégorie Duel) en 2022 grâce à son athlète Saâdia Bastous.
  - Vainqueur de la Coupe du Trône (Catégorie Duel) en 2024 grâce à son athlète Omar Nahi.

Tournoi d'Amitié (Elite Sports Academy)
- Catégorie (Seniors-Hommes) :
  - Médaille d'or grâce à Imad Houllich en 2023.
  - Médaille d'argent grâce à Ali Guisser en 2023.
  - Médaille de bronze grâce à Yahya Agherrabi en 2023.

- Catégorie (Seniors-Filles) :
  - Médaille d'or grâce à Niamatallah Chabouk en 2023.
  - Médaille d'argent grâce à Lamia Zyane en 2023.
  - Médaille de bronze grâce à Douha Sabri en 2023.
  - Médaille de bronze grâce à Khadija Boufares en 2023.

- Catégorie (Juniors-Hommes) :
  - Médaille d'or grâce à Riad Nabil en 2004[7].

- Catégorie (U14-Filles) :
  - Médaille d'or grâce à Radia Meftah en 2023.
  - Médaille d'argent grâce à Sofia Khtibari en 2023.
  - Médaille de bronze grâce à Hafssa Elidrissi en 2023.
  - Médaille de bronze grâce à Hiba Benali en 2023.

- Catégorie (U10-Filles) :
  - Médaille d'or grâce à Assia Agherrabi en 2023.
  - Médaille d'argent grâce à Dounia Diouri en 2023.
  - Médaille de bronze grâce à Ghita Jamal en 2023.
  - Médaille de bronze grâce à Ghita Naciri en 2023.

## Personnalités

### Présidents
| Rang | Nom                          | Période   |
| ---- | ---------------------------- | --------- |
| 1    | Mohamed Benjelloun Touimi    | 1937-1942 |
| 2    | Abdelkader Benjelloun        | 1942-1944 |
| 3    | Abdellatif Alami             | 1944-1945 |
| 4    | Mohamed Belahssan Benjelloun | 1945-1948 |
| 5    | Abderrahmane Slaoui          | 1948-1949 |
| 6    | Abderrahmane El Khatib       | 1949-1956 |
| 7    | Azzedine Benjelloun          | 1956-1962 |
| 8    | Nacer Laraki                 | 1962-1963 |
| 9    | Hassan El-Joundi             | 1963-1965 |
| 10   | Ahmed Lahrizi                | 1965-1971 |
| 11   | Abderrazak Lahlou            | 1971-1972 |
| 12   | Abderrazak Mekouar           | 1972-1993 |
| 13   | Boubker Jdahim               | 1993-1996 |
| 14   | Abdelmalik Sentissi          | 1996-1999 |
| 15   | Nasserdine Doublali          | 1999-2003 |
| 16   | Abdelilah El-Manjra          | 2003-2005 |
| 17   | Taïb El-Fechtali             | 2005-2007 |
| 18   | Abdelillah Akram             | 2007-2014 |
| 19   | Said Naciri                  | 2014      |